# Sint-Victorkerk (Glaaien)

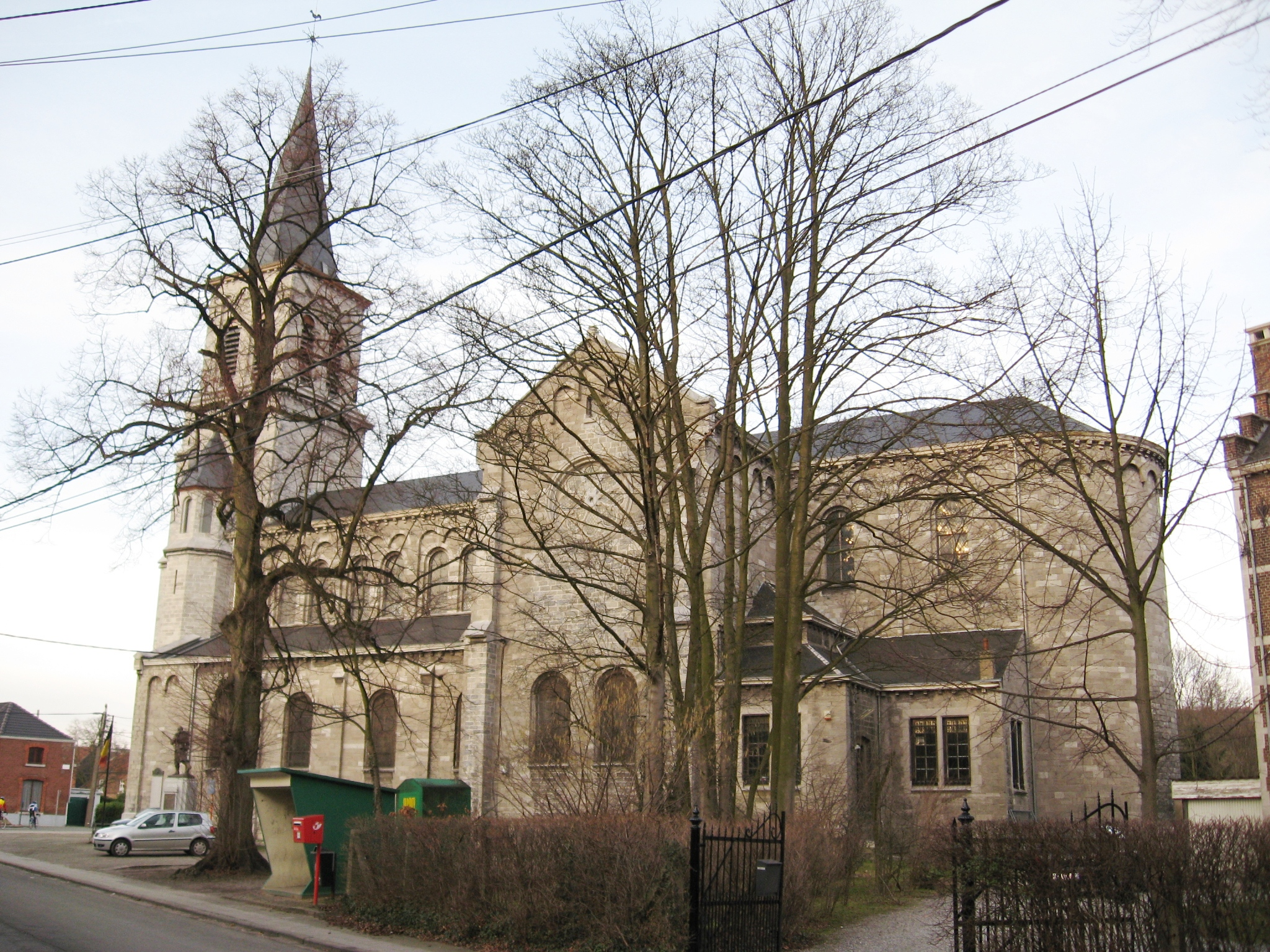
Sint-Victorkerk

De Sint-Victorkerk is de parochiekerk van Glaaien.

## Kerkgebouw
Het betreft een neoromaans bouwwerk, uitgevoerd in kalksteen, en ontworpen door Charles Appel. Het bouwwerk stamt uit 1893.

## Meubilair
Het kerkmeubilair is afkomstig uit de oude Sint-Victorkerk en omvat eiken biechtstoelen in Lodewijk XV-stijl; kerkbanken (einde 18e eeuw); 18e-eeuwse beelden (Sint-Rochus, engelbewaarder, Sint-Jozef) en 2e helft 17e eeuw (Sint-Eligius). Alle beelden in gepolychromeerd hout. Een schilderij uit 1787 stelt Maria Hemelvaart voor.
Het gotische doopvont, uitgevoerd in kalksteen, is van omstreeks 1500. Een marmeren wijwatervat is 18e-eeuws.

### Orgel
Het orgel en de orgelkast zijn in Lodewijk XV-stijl en zijn afkomstig uit de afgebroken Saint-Georgeskerk in Luik. Het werd in 1804 geschonken door de bisschop van Luik. Het orgel werd tussen 1754 en 1757 gebouwd door Henri Müseler. Het orgel heeft nog 750 originele orgelpijpen. 170 andere pijpen zijn 19e-eeuws en 469 dateren uit 1981 toen het orgel werd gerestaureerd. Het orgel werd beschermd in 1972.